# Flandre zélandaise
Pour les articles homonymes, voir Flandre.
La Flandre zélandaise (Zeeuws-Vlaanderen en néerlandais) est la partie de la province néerlandaise de Zélande qui se trouve sur la rive sud de l'Escaut occidental. Elle se compose de trois communes : L'Écluse à l'ouest (autour de la ville historique de L'Écluse (Sluis), Terneuzen au centre et Hulst à l'est.
La Flandre zélandaise est culturellement fort tournée vers la Flandre belge. Le dialecte que l'on y entend se rapproche plus du gantois que des autres dialectes néerlandais.
Ce territoire était jusqu'au 14 mars 2003 relié au reste des Pays-Bas uniquement par la voie fluviale, grâce à un des services de bac du Provinciale Stoombootdiensten in Zeeland (« Service provincial de bateaux à vapeur de Zélande »), ou par un détour via la Belgique. À cette date, le Tunnel de l'Escaut occidental a été inauguré : reliant Terneuse à Ellewoutsdijk (Zuid-Beveland), il constitue désormais la liaison principale entre la Flandre zélandaise et le reste de la province. Aujourd'hui, le service de bac Perkpolder-Kruiningen a cessé, tandis que le service Breskens-Flessingue a été remplacé par un bac réservé uniquement aux piétons et aux cyclistes.
La seule ligne de chemin de fer desservant la Flandre zélandaise est la ligne à marchandises Gand – Terneuzen, non électrifiée et à voie unique, approximativement parallèle au canal Gand-Terneuzen.
La région, dont l'activité économique est bien développée, est constituée des plaines fluviales, avec une agriculture intense, quelques zones industrielles, et une activité touristique sur sa côte avec la mer du Nord et dans ses villes historiques.
La ville principale y est Terneuzen, ville portuaire ayant des zones industrielles importantes à proximité du canal Gand-Terneuzen.

## Géographie
On peut diviser la Flandre zélandaise en une partie orientale et une autre occidentale, séparées autrefois par le Braakman, un ancien bras de mer en grande partie poldérisé, et de nos jours par le canal Gand-Terneuzen. Le long de ce canal se trouvent des zones industrielles comme à Terneuse ou à Sas-de-Gand.
Des réserves naturelles importantes se trouvent aux deux extrémités du territoire : à l'ouest, la réserve naturelle du Zwin, à la frontière avec la Belgique ; à l'est, le Verdronken Land van Saeftinghe (le « Pays inondé de Saeftinghe »).
Après la fusion de communes du 1er janvier 2003 (voir anciennes communes de la Zélande), il n'y en a plus que trois en Flandre zélandaise : L'Écluse, Terneuse et Hulst.
- À l'ouest, la commune de L'Écluse est bordée par la mer du Nord : elle s'efforce principalement d'attirer les touristes pour des vacances à la côte. Cadzand est la station balnéaire la plus connue. L'ancienne ville fortifiée de L'Écluse, avec son beffroi (le seul de tous les Pays-Bas), et Aardenburg sont aussi beaucoup appréciés.
- La commune de Terneuse se trouve au centre de la Flandre zélandaise et borde le canal industriel de Gand à Terneuse. Terneuse est essentiellement une ville ouvrière. Le village mytilicole de Philippine est une attraction.
- La commune de Hulst, à l'est, se profile comme la ville la plus flamande des Pays-Bas. C'est surtout la gastronomie (ce que l’on qualifie ici de mode de vie « bourguignon ») de la ville fortifiée qui attire beaucoup de touristes belges.

La Flandre zélandaise est, avec une densité de population de 147 habitants par km², une région faiblement peuplée en comparaison avec les moyennes néerlandaises. Elle est aussi moins densément peuplée que les provinces flamandes (Flandre-Occidentale et Flandre-Orientale) de Belgique, au sud, ainsi que la région historique flamande en France.
Il est remarquable que la frontière entre la Flandre zélandaise et la Belgique est pratiquement en harmonie avec les différences de géographie physique dans le sous-sol. Ainsi, le sol en Flandre zélandaise est argileux tandis que les terrains du côté belge sont plus manifestement sablonneux.

## Histoire
La géographie de la région s'est modifiée considérablement au cours de l'histoire. Bien que le territoire soit maintenant une partie du continent européen, il est certain qu'il n'en fut pas toujours ainsi. Par exemple, Terneuse, Zaamslag et Axel se trouvaient à l'origine sur une île qui a été colonisée par des gens venus de la rive opposée (Walcheren). Cette partie de la région a un caractère fortement calviniste. Près de Zaamslagveer, dans la partie orientale, commence le véritable continent : c'est le pays de Hulst. 
À l'ouest de Terneuse, il y avait à l'origine beaucoup d'eau : le Braakman, un bras de mer qui a seulement été endigué dans les années 1950, en est un reliquat. L'ouest de la région a également une histoire mouvementée. Breskens ne s'appelle pas pour rien de Bresjes (en Flamand occidental) ; il y avait là autrefois beaucoup d'îlots. Le Zwin, qui n'est plus actuellement qu'un goulet de marée constituant la frontière nationale guéable, a été autrefois un grand bras de mer qui reliait Bruges via Damme à la mer du Nord. L'Écluse se trouve de nos jours dans une région à l'intérieur des terres, mais la bataille de l'Écluse en 1340 fut une véritable bataille navale.

### Dix-Sept Provinces et Provinces- Unies
À la fin du Moyen Âge et à la Renaissance, plusieurs seigneuries de la région se constituent en  Dix-Sept Provinces qui formeront les Pays-Bas bourguignons puis les Pays-Bas espagnols. Sept d'entre-elles, la Belgica Foederata, vont s’émanciper de la monarchie espagnole et devenir la République des Provinces-Unies des 1579. La région de la Flandre zélandaise a été la ligne de front durant la guerre de Quatre-Vingts Ans et quand elle a été finalement conquise, elle est devenue un Pays de la Généralité : la Flandre des États. Celui-ci a toujours un caractère catholique affirmé ; il a été conquis plus tardivement par la République.

### Période française

Lors de l'annexion à la Première République française, les anciens Dix-Sept Provinces furent divisées en départements, dont le département de l'Escaut, qui intègre la Flandre Zélandaise.

Dès 1780 a lieu la Révolution batave qui fonde la République batave en succédant aux Provinces-Unies. La Flandre zélandaise sera annexée à la Première république française dès 1795 alors que le reste du territoire néerlandais formera le Royaume de Hollande. Le 14 fructidor an III (31 août 1795), la Convention nationale française adopte un décret divisant les anciens territoires des Pays-Bas autrichiens en neuf départements, appelés les « départements réunis », auxquels est adjointe la Flandre zélandaise dans le département de l'Escaut, avec Gand pour chef-lieu, alors que le reste des Pays-Bas sera lui aussi départementalisé.

### Période néerlandaise
A la fin du Premier Empire français, les puissances européennes victorieuses se réunissent lors du congrès de Vienne pour redessiner les cartes de l'Europe post-napoléonienne. Souhaitant disposer d'un rempart contre les éventuelles nouvelles ambitions expansionnistes françaises, elles décident de créer un nouvel état-tampon  entre la France et la Prusse. C'est ainsi que, le 15 mars 1815, le royaume uni des Pays-Bas voit le jour et se divise une nouvelle fois en dix-sept provinces. La Flandre zélandaise est alors détachée de ce qui devinent la province de Flandre-Orientale et attribuée à la province de Zélande. C'est à cette époque qu'est creusé le Canal Gand-Terneuzen, entre 1823 et 1827.
Après la révolution belge et l'indépendance de la Belgique en 1830, la région est dans les visées expansionnistes belges mais n'y sera jamais rattachée. Elle joue un rôle stratégique dans la guerre belgo-néerlandaise, notamment dans le blocage de l'Escaut. Elle se situe alors au nord de la nouvelle frontière entre la Belgique et les Pays-Bas, fixée par le traité de Maastricht de 1843, et devient un paradis pour le trafic, entre autres du beurre et des cigarettes.
Après la Première Guerre mondiale, des plans d'annexion ont été préparés en Belgique en compensation du préjudice subi. Entre autres réactions, le chant patriotique de la Flandre zélandaise a été composé.
Un genre de conscience de soi renouvelée[Quoi ?] est apparue dans la région en 1958 lors des actions de protestation pour défendre les Vrije Veren (les « Bacs Gratuits ») menées par le marchand de bétail haut en couleur Honoré Colsen, originaire de Sluiskil.

## Localités de Flandre zélandaise
Aardenburg - Absdale - Axel - Axelsche Sassing - Biervliet - Biezen -  Boerenhol - Breskens - Cadzand - Clinge - Draaibrug - Drie Hoefijzers - Driewegen - L'Écluse - Eede - Emmadorp - Graauw - Griete - Groede - Heikant - Heille - Hengstdijk - Hoek - Hoofdplaat - Hulst - IJzendijke - 't Jagertje - Kapellebrug - Koewacht - Kloosterzande - Kijkuit - Kruisdijk - Kruispolderhaven - Kuitaart - Lamswaarde - Nieuw-Namen - Nieuwvliet - Nummer Eén - Magrette - Mauritsfort - Oostburg - Ossenisse - Othene - Paal - Prosperdorp - Pyramide - Perkpolder - Philippine - Retranchement - Reuzenhoek - Sas-de-Gand - Sasput - Schapenbout - Schoondijke- Schuddebeurs - Sint Anna ter Muiden - Sint Jansteen - Sint Kruis - Slijkplaat - Sluiskil - Spui - Terhole - Turkeye - Terneuse - Val - Vogelwaarde - Walsoorden - Waterlandkerkje - Westdorpe - Zaamslag - Zaamslagveer - Zandberg - Zandstraat - Zuiddorpe - Zuidzande

## Flamands zélandais illustres
| - Lodewijk van den Berg, astronaute naturalisé américain, (1932-2022) - Willem Beukelszoon (?-1396), pêcheur - Emile Buysse (nl) (1910-1987), écrivain - Honoré Colsen (nl) (1885-1980), homme politique - Dick Dees (nl), homme politique, né en 1944 - Jan Gerard van Deinse (nl) (1841-1908), homme politique - Frans Dieleman (nl) (1942-2005), géographe - Johan Hendrik van Dale (1828-1872), lexicographe - Thea Fierens femme politique, née en 1950 - Jacques Hamelink écrivain et poète, né en 1939 et décédé en 2021 - Willem van Hanegem footballeur, né en 1944 - Gert de Meijer (nl) (1953-2006), guitariste | - José de Meijer (1915-2000), homme politique - Guido Metsers peintre et sculpteur, né en 1940 - Hugo Metsers II acteur, né en 1943 - Theofiel Middelkamp (1914-2005), coureur cycliste - Jacques de Milliano médecin et homme politique, né en 1955 - Jos de Mul philosophe, né en 1956 - Roelof Nelissen homme politique, né en 1931 et décédé en 2019 - Jos de Putter réalisateur, né en 1959 - Ad Verbrugge (nl) philosophe, né en 1967 - Annelies Verstand (nl) femme politique, née en 1949 - Herman Wijffels (nl) économiste et homme politique, né en 1942 |